# Grand Prix Júnior de Patinação Artística no Gelo de 2011–12

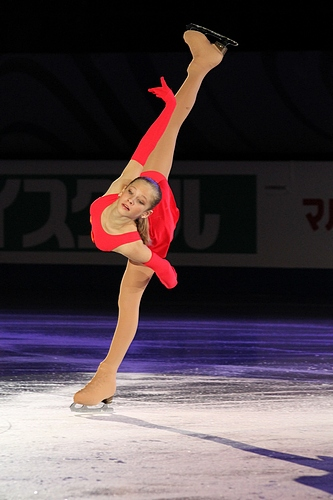
2011 Grand Prix Final Julia LIPNITSKAIA

O Grand Prix Júnior de Patinação Artística no Gelo de 2011–12 foi a décima quinta temporada do Grand Prix ISU Júnior, uma série de competições de nível júnior de patinação artística no gelo disputada na temporada 2011–12. São distribuídas medalhas em quatro disciplinas, individual masculino e individual feminino, duplas e dança no gelo. Os patinadores ganham pontos com base na sua posição em cada evento e os seis primeiros de cada disciplina são qualificados para competir na final do Grand Prix Júnior, realizada em Quebec City, Canadá.
A competição é organizada pela União Internacional de Patinação (em inglês:  International Skating Union), a série Grand Prix começou em 1 de setembro e continuaram até 11 dezembro de 2011.

## Calendário
| #     | Evento                                | Localização         | Data                 | Notas                       | Ref   |
| ----- | ------------------------------------- | ------------------- | -------------------- | --------------------------- | ----- |
| 1     | Volvo Cup de 2011                     | Riga, Letônia       | 1–3 de setembro      |                             | [ 1 ] |
| 2     | Grand Prix Júnior de Brisbane de 2011 | Brisbane, Austrália | 8–10 de setembro     | Não houve disputa de duplas | [ 2 ] |
| 3     | Baltic Cup de 2011                    | Gdańsk, Polônia     | 15–17 de setembro    |                             | [ 3 ] |
| 4     | Braşov Cup de 2011                    | Braşov, Romênia     | 22–24 de setembro    | Não houve disputa de duplas | [ 4 ] |
| 5     | Cup of Austria de 2011                | Innsbruck, Áustria  | 29 de set.–1 de out. |                             | [ 5 ] |
| 6     | Trofeo Walter Lombardi de 2011        | Milão, Itália       | 6–8 de outubro       | Não houve disputa de duplas | [ 6 ] |
| 7     | Tallinn Cup de 2011                   | Tallinn, Estônia    | 13–15 de outubro     |                             | [ 7 ] |
| Final | Final do Grand Prix Júnior de 2011–12 | Quebec City, Canadá | 8–11 de dezembro     | Junto com a final sênior    | [ 8 ] |

## Medalhistas

### Volvo Cup
| Evento                        | Ouro                                       | Prata                                         | Bronze                                             |
| Individual masculino detalhes | Ryuju Hino · Japão                         | Zhang He · China                              | Timothy Dolensky · Estados Unidos                  |
| Individual feminino detalhes  | Polina Shelepen · Rússia                   | Li Zijun · China                              | Polina Agafonova · Rússia                          |
| Duplas detalhes               | Sui Wenjing · Han Cong · China             | Yu Xiaoyu · Jin Yang · China                  | Margaret Purdy · Michael Marinaro · Canadá         |
| Dança no gelo detalhes        | Maria Nosulia · Evgeni Kholoniuk · Ucrânia | Evgenia Kosigina · Nikolai Moroshkin · Rússia | Alexandra Aldridge · Daniel Eaton · Estados Unidos |

### Grand Prix Júnior de Brisbane
| Evento                        | Ouro                                     | Prata                                           | Bronze                                      |
| Individual masculino detalhes | Jason Brown · Estados Unidos             | Keiji Tanaka · Japão                            | Liam Firus · Canadá                         |
| Individual feminino detalhes  | Courtney Hicks · Estados Unidos          | Risa Shoji · Japão                              | Vanessa Lam · Estados Unidos                |
| Dança no gelo detalhes        | Nicole Orford · Thomas Williams · Canadá | Lauri Bonacorsi · Travis Mager · Estados Unidos | Valeria Zenkova · Valerie Sinitsin · Rússia |

### Baltic Cup
| Evento                        | Ouro                                                | Prata                                         | Bronze                                     |
| Individual masculino detalhes | Joshua Farris · Estados Unidos                      | Artur Dmitriev Jr. · Rússia                   | Ryuichi Kihara · Japão                     |
| Individual feminino detalhes  | Yulia Lipnitskaya · Rússia                          | Satoko Miyahara · Japão                       | Samantha Cesario · Estados Unidos          |
| Duplas detalhes               | Britney Simpson · Matthew Blackmer · Estados Unidos | Katherine Bobak · Ian Beharry · Canadá        | Tatiana Tudvaseva · Sergei Lisiev · Rússia |
| Dança no gelo detalhes        | Victoria Sinitsina · Ruslan Zhiganshin · Rússia     | Anastasia Galyeta · Oleksiy Shumsky · Ucrânia | Anna Yanovskaya · Sergey Mozgov · Rússia   |

### Braşov Cup
| Evento                        | Ouro                                      | Prata                                        | Bronze                                    |
| Individual masculino detalhes | Maxim Kovtun · Rússia                     | Ryuju Hino · Japão                           | Nam Nguyen · Canadá                       |
| Individual feminino detalhes  | Polina Shelepen · Rússia                  | Polina Korobeynikova · Rússia                | Kim Hae-jin · Coreia do Sul               |
| Dança no gelo detalhes        | Alexandra Stepanova · Ivan Bukin · Rússia | Anastasia Galyeta · Alexei Shumski · Ucrânia | Mackenzie Bent · Garrett MacKeen · Canadá |

### Cup of Austria
| Evento                        | Ouro                                            | Prata                                              | Bronze                                         |
| Individual masculino detalhes | Yan Han · China                                 | Gordei Gorshkov · Rússia                           | Keiji Tanaka · Japão                           |
| Individual feminino detalhes  | Vanessa Lam · Estados Unidos                    | Li Zijun · China                                   | Polina Agafonova · Rússia                      |
| Duplas detalhes               | Sui Wenjing · Han Cong · China                  | Yu Xiaoyu · Jin Yang · China                       | Ekaterina Petaikina · Maxim Kurdyukov · Rússia |
| Dança no gelo detalhes        | Victoria Sinitsina · Ruslan Zhiganshin · Rússia | Alexandra Aldridge · Daniel Eaton · Estados Unidos | Maria Nosulia · Evgeni Kholoniuk · Ucrânia     |

### Trofeo Walter Lombardi
| Evento                        | Ouro                                      | Prata                                       | Bronze                                          |
| Individual masculino detalhes | Han Yan · China                           | Jason Brown · Estados Unidos                | Lee June-hyoung · Coreia do Sul                 |
| Individual feminino detalhes  | Yulia Lipnitskaya · Rússia                | Anna Shershak · Rússia                      | Hannah Miller · Estados Unidos                  |
| Dança no gelo detalhes        | Alexandra Stepanova · Ivan Bukin · Rússia | Valeria Zenkova · Valerie Sinitsin · Rússia | Lauri Bonacorsi · Travis Mager · Estados Unidos |

### Tallinn Cup
| Evento                        | Ouro                                     | Prata                                               | Bronze                                         |
| Individual masculino detalhes | Joshua Farris · Estados Unidos           | Maxim Kovtun · Rússia                               | Shoma Uno · Japão                              |
| Individual feminino detalhes  | Gracie Gold · Estados Unidos             | Risa Shoji · Japão                                  | Samantha Cesario · Estados Unidos              |
| Duplas detalhes               | Katherine Bobak · Ian Beharry · Canadá   | Britney Simpson · Matthew Blackmer · Estados Unidos | Jessica Calalang · Zack Sidhu · Estados Unidos |
| Dança no gelo detalhes        | Anna Yanovskaya · Sergey Mozgov · Rússia | Irina Shtork · Taavi Rand · Estônia                 | Evgenia Kosigina · Nikolai Moroshkin · Rússia  |

### Final do Grand Prix Júnior
| Evento                        | Ouro                                            | Prata                                    | Bronze                                              |
| Individual masculino detalhes | Jason Brown · Estados Unidos                    | Yan Han · China                          | Joshua Farris · Estados Unidos                      |
| Individual feminino detalhes  | Yulia Lipnitskaya · Rússia                      | Polina Shelepen · Rússia                 | Polina Korobeynikova · Rússia                       |
| Duplas detalhes               | Sui Wenjing · Han Cong · China                  | Katherine Bobak · Ian Beharry · Canadá   | Britney Simpson · Matthew Blackmer · Estados Unidos |
| Dança no gelo detalhes        | Victoria Sinitsina · Ruslan Zhiganshin · Rússia | Anna Yanovskaya · Sergey Mozgov · Rússia | Alexandra Stepanova · Ivan Bukin · Rússia           |

## Classificação para a Final do Grand Prix Júnior
Cada patinador pontua dependendo da posição obtida, somando as duas melhores pontuações. Os seis melhores se classificam para disputa da final. A pontuação por eventos é a seguinte:
| Pos. | Pontos (Individuais/Dança) | Pontos (Duplas) |
| ---- | -------------------------- | --------------- |
| 1º   | 15                         | 15              |
| 2º   | 13                         | 13              |
| 3º   | 11                         | 11              |
| 4º   | 9                          | 9               |
| 5º   | 7                          | 7               |
| 6º   | 5                          | 5               |
| 7º   | 4                          | 4               |
| 8º   | 3                          | 3               |
| 9º   | 2                          | –               |
| 10º  | 1                          | –               |

### Classificados
|             | Masculino               | Feminino                 | Duplas                                    | Dança no gelo                              |
| ----------- | ----------------------- | ------------------------ | ----------------------------------------- | ------------------------------------------ |
| 1           | CHN Yan Han             | RUS Julia Lipnitskaia    | CHN Sui Wenjing / Han Cong                | RUS Victoria Sinitsina / Ruslan Zhiganshin |
| 2           | USA Joshua Farris       | RUS Polina Shelepen      | CHN Yu Xiaoyu / Jin Yang                  | RUS Alexandra Stepanova / Ivan Bukin       |
| 3           | USA Jason Brown         | USA Vanessa Lam          | USA Britney Simpson / Matthew Blackmer    | RUS Anna Yanovskaia / Sergei Mozgov        |
| 4           | RUS Maxim Kovtun        | JPN Risa Shoji           | CAN Katherine Bobak / Ian Beharry         | UKR Maria Nosulia / Evgen Kholoniuk        |
| 5           | JPN Ryuju Hino          | CHN Li Zijun             | RUS Ekaterina Petaikina / Maxim Kurduykov | UKR Anastasia Galyeta / Alexei Shumski     |
| 6           | JPN Keiji Tanaka        | RUS Polina Korobeynikova | RUS Tatiana Tudvaseva / Sergei Lisiev     | USA Alexandra Aldridge / Daniel Eaton      |
| Substitutos |                         |                          |                                           |                                            |
| 1º          | RUS Artur Dmitriev, Jr. | USA Samantha Cesario     |                                           | USA Lauri Bonacorsi / Travis Mager         |
| 2º          | CHN Zhang He            | RUS Polina Agafonova     | CAN Margaret Purdy / Michael Marinaro     | RUS Valeria Zenkova / Valerie Sinitsin     |
| 3º          | KOR Lee June-Hyoung     | JPN Satoko Miyahara      | CZE Klara Kadlecova / Petr Bidar          | RUS Evgenia Kosigina / Nikolai Moroshkin   |